# Святая Параскева (линейный корабль)
«Святая Параскева» — парусный 74-пушечный линейный корабль Черноморского флота Российской империи.

## Описание корабля
Один из семи 74-х пушечных кораблей, построенных на Херсонской верфи. Впервые в практике отечественного кораблестроения бак и ют кораблей соединили сплошной палубой, что позволило усилить огневую мощь и улучшить управление парусами.

## История службы
Корабль «Святая Параскева» был заложен в Херсоне и после спуска на воду вошел в состав Черноморского флота. В 1800 году перешёл из Херсона в Севастополь.
В составе эскадры находился в практическом плавании в Чёрном море в 1802 году.
8 мая 1804 года во главе отряда с двумя батальонами Сибирского полка на борту вышел из Очакова и ко 2 июня прибыл в Корфу. После чего перешел в Неаполь и поступил в распоряжение неаполитанского короля Фердинанда V. При этом экипаж корабля получал от короля дополнительное денежное содержание. В ноябре 1805 год в составе отряда перевозил войска из Корфу в Неаполь. После Аустерлицкого сражения в январе 1806 года перевозил войска назад из Неаполя в Корфу. В феврале и марте 1806 года сардинский король совершил путешествие на борту корабля из Неаполя в Кальяри. 29 марта «Святая Параскева» прибыла в Корфу.
Принимал участие участвовал в войнах с Францией. 20 мая 1806 года в составе отряда пришел из Корфу в Котор, а 2 июня с эскадрой вице-адмирала Д. Н. Сенявина к Новой Рагузе. 6 июня корабли эскадры высадили десант и бомбардировали крепость, но ввиду превосходства противника вынуждены были вернуть десант на корабли. До 25 июня эскадра лавировала у Новой Рагузы, после чего с войсками на борту корабли ушли в Кастельново. 31 августа «Святая Параскева» в составе отряда вновь прибыла к Новой Рагузе и возобновила её блокаду. 22 сентября отряд ушел в Кастельново.
В феврале 1807 года после ухода эскадры Д. Н. Сенявина к проливу Дарданеллы корабль остался в Которе в составе отряда под командованием капитан-командора И. А. Баратынского. Отряд выходил в крейсерство к островам Браццо и Курцало. 2 и 3 июня корабли отряда вели бомбардировку французских войск у Макарска, а 6 июня высадили десант у селения Тучети, но вынуждены были на следующий день снять десант с берега и уйти в Кастельново. После заключения Тильзитского мирного договора и передачи Кастельново французам, 14 августа отряд вышел из Кастельново в Венецию с русскими войсками на борту. Поскольку Венеция была блокирована английскими войсками, суда эскадры высадили войска в Пирано. После получения приказа вице-адмирала Д. Н. Сенявина о возвращении в Россию, 19 сентября отряд прибыл в Корфу. 12 декабря 1807 года во главе отряда корабль вышел из Корфу и к 28 декабря прибыл в Триест, где находился до сентября 1809 года.
27 сентября 1809 года был получен приказ о сдаче корабля французам и к 1810 году экипаж корабля вернулся в Россию.

## Командиры корабля
Командирами корабля в разное время служили:
- В. Ф. Писарев (1799—1800 годы).
- И. О. Салтанов (1802—1809 годы).